# Анархизам код Јужних Словена
Анархистичке идеје стижу у јужнословенске земље у другој половини 19. века, пре свега посредством Југословена који су радили или се школовали у европским земљама, у којима је раднички и социјалистички покрет био развијенији. Тако је један од првих присталица идеја Прудона био српски социјалист Живојин Жујовић (1838-1870), који се са њима упознао за време студија у Минхену и Цириху, где је изучавао правне и економске науке. Он је био уједно и први социјалиста у Србији и учитељ организатора и теоретичара српског радничког покрета Светозара Марковића (1846-1875). У Швајцарској је била бројна колонија јужнословенских студената и револуционара, која се налазила у контакту са Бакуњином и Словенском секцијом Јурске федерације. Ту су се налазили и Јован Жујовић, Манојло Хрваћанин, Пера Тодоровић и други. Почетком јула 1872. одржан је у Цириху и конгрес српских социјалиста коме је присуствовао и Бакуњин и на коме је усвојен програм Српске социјалистичке партије.
Борба јужнословенских земаља за национално ослобођење (пре свега против окупације ових земаља од стране Аустроугарске и Турске империје) подстиче и шире прихватање слободарских идеја. Тако је у Босанско-херцеговачком устанку 1875. постојала и јака лева струја са наглашеним социјалним програмом, коју је предводио Васа Пелагић, а у којој су деловали и анархисти Манојло Хрваћанин (1849-1909), Коста Угринић (1848-1933) и други. У овом устанку су учествовали многи анархисти из Италије (чак је и Малатеста покушао два пута да уђе у Босну и Херцеговину, али без успеха), Русије и других европских земаља.
Почетком априла 1871. у Љубљани је боравио Јохан Мост и ступио у везу са члановима тамошњег Радничког друштва. Матија Кунц је, као председник овог друштва, ширио Мостове идеје. У бројним процесима против радикалног крила аустроугарских социјалиста у Загребу 1884, те у Целовцу и Грацу страдали су и хрватски и словеначки анархисти.

## Хрватска и Далмација
Преко Трста и Анконе стижу анархистички утицаји у Далмацију, Истру и Словенију, посредством Р. Голоуха, Ђованиа Марцетиа, Ивана Ендлихера и других. У Ровињу (1904) и Сплиту (1908) долази до јавних анархистичких манифестација. У Сплиту је основан чак и фудбалски клуб „Анарцхос“ који је радио више деценија. Хрватски учитељ Милош Крпан одржава везе са швајцарским анархистима још од 1898, ширећи анархистичке идеје у групи тзв. независних социјалиста у Славонском Броду. У селу Дубовику, у околини Славонског Брода, он је покушао основати и међународну анархистичку колонију 1909. и 1910. Власти Мађарске и Аустрије забрањивале су уношење и ширење анархистичких листова и књига у јужнословенским земљама које су биле под њиховом окупацијом.

## Македонија
Слободарске идеје стижу у Македонију преко македонских омладинаца који су крајем 19. века студирали у Швајцарској и Бугарској. У Женеви су 1897—1898. они издавали и два анархистичка листа: „Глас“ и „Одмазда“ (Отмацхтение), у оквиру тзв. Македонског тајног револуционарног комитета, који се борио за ослобођење од Турске и за стварање Балканске социјалистичке федерације. Идеје руског народњаштва и анархизма прихвата и први македонски социјалист Васил Главинов (1869-1929), са којим се у Софији упознао и Гоце Делчев (1872-1903), водећа фигура у борби за ослобођење Македоније, оснивач Тајне македонско-одринске револуционарне организације (октобра 1893. у Солуну) и вођа револуционарног Илинденског устанка 1903. Овај устанак је довео до стварања Крушевске републике, прве социјалистичке републике на Балкану, која је трајала скоро три месеца. Делчев је био у блиским везама и пријатељству са истакнутим бугарским анархистима Михаилом Гержиковим и Врбаном Килифарским. Око Делчева су се окупили и многи други борци за независну Македонију - анархисти, међу којима су и Петар Манџуков (1879-1966), који је у Скопљу објавио „Азбуку анархистичког учења“ (1898), Даме Груев (1871-1906), Јане Сандански (1872-1915), Никола Карев (1877-1905), Димо Хаџидимов (1875-1924) итд. Македонским анархистима припада и тајна терористичка група „Бродара“ из Солуна (Јордан Попјорданов, Марко Бо1наков, Димитар Мечев, Константин Кирков, Павел Жатев, Милан Арсов, Владимир Пингов, итд.) који су низом атентата на јавне објекте и установе хтели да привуку пажњу светске јавности на борбу Македоније за независност, током априла 1903. Неки од ових атентатора су погинули, а остали су ухваћени, осуђени на смрт или на прогонство у Малу Азију (у Турску). Између 1910. и 1912. делује анархистичка Међународна револуционарна балканска асоцијација „Црвена браћа“, са огранцима у Солуну, Струмици, Куманову и Кратову, борећи се против Турске а за слободну Македонију.

## Босна и Херцеговина
Борба за национално и социјално ослобођење Босне и Херцеговине, која се налазила под аустроугарском окупацијом од 1878. године, кулминира у појави омладинског револуционарног покрета анархистичке инспирације познатог као "Млада Босна". Прво је Богдан Жерајић (1886-1910), велики поклоник Кропоткина, пуцао на поглавара Босне и Херцеговине генерала Варешанина, јуна 1910. Последњим метком убио је себе, док је генерал остао неповређен. Полиција је са Жерајићевог леша откинула главу и задржала је у полицијској збирци као специмен (узорак) главе анархисте, а труп је тајно сахранила. Омладина је пронашла његов гроб, посећивала га, китила цвећем и на њему се заклињала да ће радити на остваривању идеала слободе. Овај култ Жерајића први је започео Владимир Гаћиновић. Други омладинац - Лука Јукић - пуцао је на бана Цуваја у Загребу јуна 1912, али без успеха. Јукић је осуђен на доживотну робију, коју је издржавао до пропасти Аустроугарске. Са њиме је осуђен на пет година робије и Аугуст Цесарец (1893-1941), књижевник и будући уредник левичарских часописа ("Пламен“, 1919). Атентат на аустроугарског престолонаследника и последњег изданка династије Хабзбурга Франца Фердинанда, организовала је у Сарајеву 28. јуна 1914. група Младобосанаца. Прво је на престолонаследника бацио бомбу типографски радник Недељко Чабриновић (1895-1916), али бомба није одмах експлодирала, па је Фердинанд продужио вожњу аутомобилом. Онда је Гаврило Принцип (1894-1918) пуцао из револвера на престолонаследника и убио га. Због тога је осуђено 25 завереника. На смрт је, поред осталих, осуђен и Данило Илић (1890-1915), вешањем, а остали на доживотну или тешку дугогодишњу тамницу, где су уморени глађу или болешћу. Сам Принцип је осуђен на двадесет година тешке робије где је, мучен и болестан, и умро. Чабриновић је на суђењу навео своје анархистичко уверење као разлог атентата. Умро је и он у затвору, од глади и душевних патњи, у својој двадесетој години живота. Духовни зачетник младобосанске анархистичке инспирације је био Владимир Гаћиновић (1890-1917), који се на студијима у Женеви и Лозани највише дружио са руским револуционарима, који су емигрирали из своје земље након револуције из 1905. Био је поборник Бакуњина, Кропоткина, руских народновољаца, пријатељ Виктора Сергеја, Натансона, Мартова, Троцког. Отрован је у августу 1917. у Фрајбургу (Швајцарска), уз сарадњу аустријске, српске и француске полиције. Револуционарни и књижевни рад Димитрија Митриновића (1887-1953) такође је снажно утицао на национално-ослободилачке идеје јужнословенске омладине и садржао је у себи изражену анархистичку компоненту. Митриновић се од 1914. настањује у Лондону, где је и умро, а био је и у пријатељству са Кропоткином, Густавом Ландауером, Хербертом Ридом и другим анархистима.

## Словенија
Са младобосанцима је у тесној вези била и група „Препород“ из Љубљане, окупљена 1911-1912 око истоименог листа. У тој групи најактивнији су били Франце Фабијанчић и Иван Ендлихер, са којима је везу одржавао и Гаћиновић. Ове две групе је, нарочито између 1910. и 1914. године, спајала идеја ослобођења и уједињења Југославије и рад на стварању јединственог југословенског револуционарног омладинског покрета. Ендлихер је умро у затвору у ГрацГрацу (Аустрија) 1915. године, јер је и он био ухапшен после сарајевског атентата. 

## Војводина
Револуционарни синдикализам из Угарске прихватају у Војводини анархисти окупљени око Крсте Искруљева (1881-1914), који је био најприснији сарадник Ервина Сабоа, истакнутог мађарског теоретичара анархосиндикализма.

## Србија
У Србији после Јована Жујовића либертерске идеје прихватају Драгиша Станојевић (1844-1918), Мита Ценић (1851-1888), Пера Тодоровић (1851-1907) - оснивач првог социјалистичког часописа „Рад“ (1874) и пријатељ Бакуњина из циришких дана, где је студирао педагогију - затим Јован Зујовић (1856-1936), чувени геолог и председник Српске академије наука, Сава Поповић (1898-1942), сликар и пријатељ Д. Митриновића и Херберта Рида, бунтовни песник експериментатор (1899-1943), итд. У првој деценији 20 века у Србији се јавља и анархосиндикализам (листови „Пролетер“, 1906, „Радничка борба“, 1907) и присталице директне акције ("директаши") као лево крило Српске социјалдемократске партије. Ту су главни актери Крсто Цицварић (1879-1944), покретач многих листова ("Хлеб и слобода“, 1905, „Радничка борба“, 1907), оснивач анархистичких клубова и писац књиге „Из анархистичког програма“ (1909). После Првог светског рата повукао се из покрета. Милорад Поповић (1874-1905) је у Паризу основао Југословенско радно друштво и одбор за социјалистичку акцију 1900, а онда је прешао у Будимпешту где је уређивао српске социјалистичке листове, да би се 1904. вратио у Србију. Увек је био доследан идеји револуционарног синдикализма, коју је остварио оснивањем више независних синдикалних савеза. „Директаши“ су анархосиндикалистичка група која се јавља око 1909. године у крилу Српске социјалдемократске странке (Недељко Дивац, Влајко Мартиновић, Сима Марковић, Васа Кнежевић, итд.). Ова група је касније искључена из странке. Сима Марковић је касније постао секретар Комунистичке партије Југославије, водио полемике са Стаљином око националног питања, и осуђен је на робију у СССР у време „чистки“, где је и умро око 1939. године.

## Краљевина Југославија
Између два светска рата анархистички покрет због својих републиканских, федералистичких и социјалистичких идеја није могао да се легално развија у монархији краља Александра и под репресијом његове отворене диктатуре. Постојале су мање групе, међусобно неповезане, како међу радништвом тако и међу интелектуалцима. Међу Југословенима који су отишли да се боре у Шпанију (1936-1939) било је и анархиста или оних који ће, захваљујући Шпанском искуству, прихватити либертерски социјализам.

## СФРЈ
После Другог светског рата у Југославији је на власти Комунистичка партија Југославије, једина која је уставом призната. Увођење извесних облика самоуправљања (после раскида са Стаљином 1948. године), као и студентски покрет из 1968, који је у јавни живот довео нову генерацију, пробудили су и широко интересовање за анархизам (преводе се књиге и списи Прудона, Бакуњина, Кропоткина, Д. Гуерина, Букцчина, итд.), пише се и јавно расправља о идејама и пракси анархизма. Све израженија критика и незадовољство тзв. „реалним социјализмом“, ограничења и неприхватање праксе ауторитарног социјализма, подстићу шири интерес и за идеје либертерског комунизма, социјализам савета и анархосиндикализам.